# Loxosceles virgo
Loxosceles virgo är en spindelart som beskrevs av Willis J. Gertsch och Ennik 1983. Loxosceles virgo ingår i släktet Loxosceles och familjen Sicariidae.
Artens utbredningsområde är Jungfruöarna. Inga underarter finns listade i Catalogue of Life.